# Finlandização

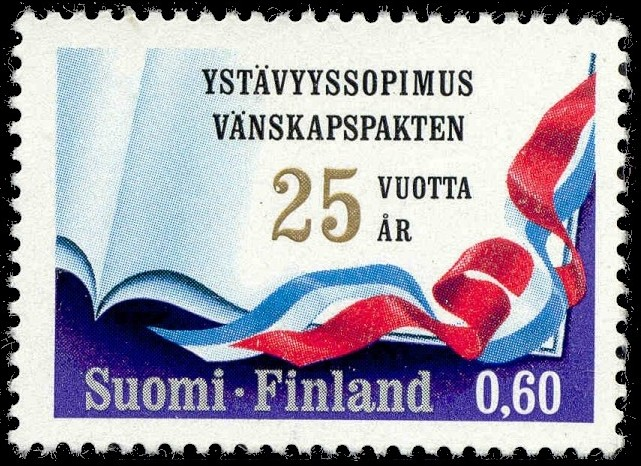
Selo finlandês de 1973 comemorando os 25 anos do Tratado YYA

A finlandização (finlandês: suomettuminen; sueco: finlandisering; alemão: Finnlandisierung) é uma expressão que se refere à influência que um país poderoso pode ter sobre a política externa de um país vizinho, cunhada devido a influência da URSS na Finlândia durante a Guerra Fria.

## Origem e significado

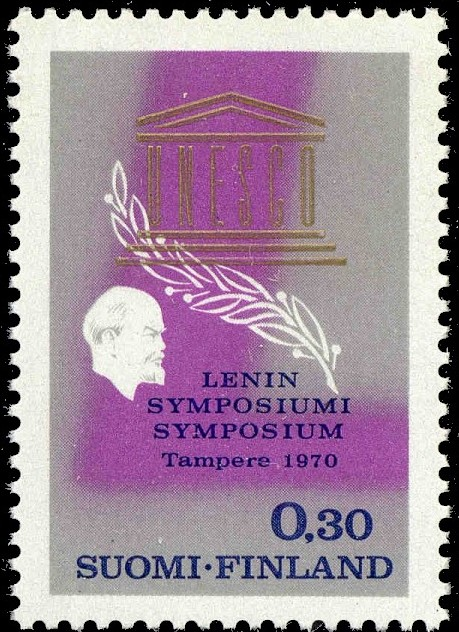
Em abril de 1970, um selo finlandês foi emitido em homenagem ao centésimo aniversário do nascimento de Vladimir Lenin e depois ao Simpósio de Lenin, realizado em Tampere.

O termo foi usado pela primeira vez em 1953 por Karl Gruber, ministro de Relações Exteriores da Áustria, para avisar seu país contra os perigos da Ostpolitik alemã e designar as limitações impostas por um Estado poderoso para a autonomia de um vizinho mais fraco, utilizando como exemplo as relações políticas entre a Finlândia e a URSS. Revisitada por Franz Josef Strauß, a expressão, normalmente usada pejorativamente, aparece nos debates públicos das décadas de 1960 e 70 na Alemanha e em outros países da OTAN.
Refere-se ao fato de um país se tornar neutro, com o objetivo não apenas de preservar sua soberania nacional, mas também de não desafiar uma potência vizinha. A Finlândia é o país diretamente por trás da palavra por causa de sua política externa em relação à União Soviética durante a Guerra Fria, especialmente devido à sua recusa em se juntar à OTAN. No entanto, o termo também pode se referir a outras relações internacionais, como a atitude da Dinamarca em relação à Alemanha entre 1871 e 1940.
Atualmente é usado para descrever relações entre países como Taiwan com a China, ou o Líbano com a Síria. Agora é usado de forma mais geral.
Na própria Finlândia, o uso do termo "finlandização" é percebido como muito ofensivo e como uma expressão da incapacidade de se entender como um pequeno Estado pode relacionar-se com uma superpotência cultural e ideologicamente muito diferente, sem perder sua soberania. O propósito da finlandização era, para a maioria dos finlandeses, simplesmente realista. Claramente, eles procuravam sobreviver e desfrutar das relações comerciais com seu vizinho (importação de energia barata e de produtos semimanufaturados e máquinas). Com um suprimento de energia diversificado, a Finlândia sofreu muito pouco com os dois choques de petróleo de 1973 e 1979.
Por outro lado, para um país surpreendido pela agressão soviética do inverno de 1939, a manutenção de relações diplomáticas saudáveis com o grande vizinho era vista como um meio de evitar um possível aumento intenções belicosas da URSS.

## Posição política da Finlândia

### Contexto histórico
Antes de sua independência em 1917, a história da Finlândia com a Suécia e a Rússia foi marcada por muitas guerras. Em 1917, tornou-se independente do Império Russo com a ajuda do Império Alemão. De 1918 a 1920, o país participou da Guerra Civil Russa como parte da Tríplice Entente; em 1922, a Finlândia assinou uma aliança nunca ratificada com a Polônia; na década de 1930, em uma aliança com os países escandinavos, venceu a Guerra de Inverno de 1939, após a agressão da URSS.
Durante a Segunda Guerra Mundial, a Finlândia se viu diretamente confrontada com ideologias totalitárias, com fascismo no oeste e comunismo no leste. Durante esse período, o país foi efetivamente liderado pelo marechal Mannerheim, comandante em chefe do exército, que gozava de prestígio significativo. Em seguida, seguiu uma política de balanceamento entre as super potência, o foco principal era manter a independência do país.
Isso levou, em 1940, após a Guerra de Inverno, a aproximação com a Alemanha nazista, com o objetivo de recuperar os territórios anexados pela URSS um ano antes. Isso explica, após a eclosão da Operação Barbarossa, a ofensiva finlandesa durante a Guerra da Continuação em 1941.
A derrota da Wehrmacht na batalha de Stalingrado forçou a Finlândia a voltar à política do XIX, que era percebida como eficaz durante o período de russificação da Finlândia de 1899 a 1905. Os líderes finlandeses entenderam que uma atitude de pura oposição à URSS se tornara impossível. Nenhum poder internacional poderia ajudá-los. A Alemanha nazista havia perdido a guerra. A Suécia não era poderosa o suficiente e seus líderes não queriam enfrentar a URSS. Os países ocidentais ainda eram aliados da URSS. Como resultado, a Finlândia teve que enfrentar sozinha seu poderoso vizinho. Como no século XIX, a Finlândia optou por se adaptar à política externa da União Soviética, enquanto procura manter sua independência.

### A Linha Paasikivi
Após a assinatura do Tratado de Paris de 1947, a Finlândia conseguiu permanecer uma democracia parlamentar, apesar da forte pressão da URSS sobre suas políticas externas e domésticas. A política externa da Finlândia seguiu a doutrina de Juho Kusti Paasikivi, conhecida como Linha Paasikivi, que enfatizava a necessidade de manter boas relações com a União Soviética. É para esse fim que o Acordo de Amizade, Cooperação e Assistência mútua (também conhecido como Tratado YYA, do finlandês Ystävyys-, yhteistyö- ja avunantosopimus) foi assinado em abril de 1948. Como resultado, a Finlândia não participou do Plano Marshall e manteve uma atitude neutra em relação à política externa soviética. Ao manter relações distantes com a OTAN e com as potências militares ocidentais, a Finlândia pode evitar sua afiliação ao Pacto de Varsóvia.

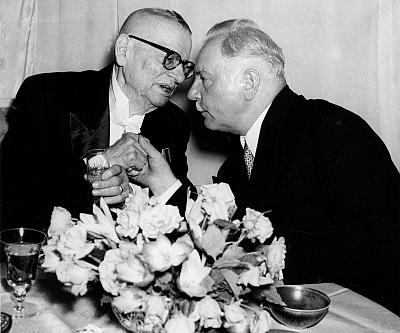
Paasikivi e Kliment Voroshílov (1955)

## A política da União Soviética

### Aspectos político-econômicos
Após a assinatura do Tratado Finlandês-Soviético de 1948, o Tratado YYA, a Finlândia teve muito mais pedo na esfera de influência da União Soviética do que outros países ocidentais. Em particular, a neutralidade finlandesa foi derivada do Tratado YYA. Em comparação, a posição da Áustria se baseava em um acordo de 1955 pelo qual a URSS se ofereceu para desocupar o país sob a condição de que a Áustria permanecesse neutra mesmo quando as tropas soviéticas se retirassem. A URSS assinou acordos comerciais bilaterais apenas com a Europa Oriental, a Finlândia e a Índia.
Na época, a Finlândia era o segundo maior parceiro comercial ocidental da URSS, após a Alemanha Ocidental.
Para a URSS, essas trocas econômicas tiveram a vantagem de exibir o princípio da coexistência pacífica. Assim, a URSS pôde demonstrar que a coexistência pacífica entre países capitalistas e socialistas era possível.

### Relações pessoais com a URSS
A URSS descreveu alguns partidos e políticos finlandeses como "antissoviéticos", nenhum dos quais poderia ganhar posições de liderança, independentemente dos resultados eleitorais. A finlandização levou à uma situação em que muitos políticos de direita procuravam ser classificados como pró-soviéticos e, assim, manter relações privilegiadas com a União Soviética. Para as relações individuais, a embaixada da URSS escolhia, para cada político importante, um soviético como contato individual, o que Aarno Laitinen chamou de "o russo doméstico" em seu livro Tamminiemen pesänjakajat.
Ser convidado para a embaixada da URSS no dia do aniversário da Revolução de Outubro, celebrada em 7 de novembro, era uma demonstração pública de alinhamento e a competição era forte para esse convite. No nível da administração de grandes empresas, também se valorizavam as boas relações com o Oriente. Presidentes e CEOs de grandes grupos eram chamados de "diretores de comércio com o leste", ou em ambientes mais críticos de "diretores vermelhos".
Assim, a URSS conseguiu garantir que a política interna da Finlândia garantisse a neutralidade do país, de acordo com o Tratado Finlandês-Soviético de 1948. Grupos "pró-soviéticos" foram formados em diferentes partidos políticos, como a Remonttimiehet no partido Kokoomus, a Linha-K do Partido do Centro e os Jovens Esquerdistas dos anos 1970 do Partido Social Democrata da Finlândia, o Taistolaiset do Partido Comunista e Janssonilaiset doPartido Popular Sueco. Havia grupos contrários a essa política e a favor de uma rápida integração com o Ocidente, como Oikerman do Kokoomus, os Perustuslailis do Partido Popular Sueco, e o SDP dos Tanneritas. No nível da sociedade civil, como organização pró-soviética, foi fundada a Associação Finlândia - União Soviética.

## Percepção finlandesa e autocensura
À finlandização está intimamente associada a uma política de autocensura. Nesse contexto, fala-se de um controle do debate público pelos próprios finlandeses. Qualquer análise, por mais crítica que seja, estava sujeita à censura e era preciso abster-se de qualquer publicação que pudesse ser "prejudicial" para as relações finlandesas-soviéticas. Entre 1944 e 1946, sob ocupação soviética, as bibliotecas públicas foram forçadas a retirar de circulação mais de 1.700 livros considerados "anti-soviéticos" e as livrarias recebem catálogos de livros proibidos. Em seu livro, Kai Ekholm coloca a hipótese de que esse sistema pós-guerra foi um possível precursor do longo período de autocensura das décadas de 1970 e 1980. O Comitê de Controle de Filmes também proibiu filmes considerados anti-soviéticos.

### Base jurídica
A autocensura também tinha uma base legal: em 1948, foi acrescentado um artigo ao código penal, segundo o qual qualquer elemento que pudesse ser prejudicial às relações entre a Finlândia e um país estrangeiro, na prática com a União Soviética, poderia ser punido com uma pena máxima de dois anos de prisão. Era definido como infração como qualquer ofensa pública e deliberada por qualquer forma impressa, escrita, imagem ou outra forma de expressão. OMinistério Público só poderia processar a ofensa definida pela lei por decreto presidencial.
Em 1948, o editor e o chefe de reportagem do diário Keskisuomalainen foram multados com base neste artigo da lei. A punição foi dada em resposta a um artigo sobre a morte de Andrei Zhdanov, que chefiou a Comissão de Controle Aliado após a guerra. Nesta notícia, se afirmava que Zhdanov teria sido vítima do terror stalinista. A acusação foi exigida pelo presidente Juho Kusti Paasikivi e pelo Conselho de Estado.
Em maio de 1975, com base no mesmo artigo, em sua carta de demissão, o Presidente Urho Kekkonen ameaçou vigorosamente o editor-chefe Jussi Talvi do periódico Uusi Maailma. Este caso é único do período Kekkonen. O jornal publicou, sob o pseudônimo de Taisto Virtanen, um artigo com o título "Queridos conselhos - greves dos camaradas". O autor havia escrito que os líderes do Partido Comunista da União Soviética Boris Ponomarev e Mikhail Suslov instigaram, durante uma visita a Moscou, uma delegação do SKP para fomentar a ascensão de um descontentamento geral e organizar greves, a fim de alcançar uma situação revolucionária . Kekkonen viu o artigo como "uma provocação escandalosa sem precedentes" contra a URSS e como uma tentativa de criar um clima de guerra fria entre os dois países. Sua publicação no momento da realização da Conferência sobre a segurança e a cooperação na Europa visava dar à Finlândia uma imagem sombria e perigosa aos olhos dos países ocidentais. O escrito tinha sido fornecido ao periódico Uusi Maailma por um membro do Eero Lattula, ala direitista do partido Kokoomus.
O artigo foi abolido somente após o colapso da União Soviética.

### Literatura
Muitos livros publicados durante o chamado "período de degelo" de meados da década de 1950, que avaliavam as relações entre a Finlândia e a União Soviética, tiveram grande sucesso comercial. Entre eles, o Jardins de Beria de Unto Parvilahti, Kuin Pietari hiilivalkealla de Yrjö Soini sobre julgamentos de responsabilidade de guerra, ou as memórias O caminho da foice e do martelo, Os Sinos do Kremlin e Sub e sob a Terra  por Arvo Tuominen.
Nenhum desses livros pôde ser reeditado após a crise de 1958 com a URSS chamada "Congelamento noturno" (em finlandês: Yöpakkaset). Durante essa crise, a coleção de memórias de Yrjö Leino, intitulada Ministro Comunista do Interior, foi banida da publicação e as cópias já impressas foram destruídas. As memórias de Leino finalmente apareceram em 1991, quando o livro não despertou interesse.
Em 1971, quando a editora WSOY publicou, pouco antes de sua morte, as memórias de Nikita Khrushchev, Väinö Leskinen, o ministro das Relações Exteriores da época, fez uma crítica ao CEO do WSOY, Hannu Tarmio, afirmando   : 
há novamente, na literatura, sinais visíveis de justificação da política externa.
Em 1974, a versão finlandesa de Arquipélago Gulag, de Alexander Solzhenitsyn, foi publicada em Estocolmo. A introdução deste trabalho nos acervos das bibliotecas municipais foi debatida no nível do conselho cultural, por exemplo, em Turku.
A publicação em 1986 do livro do general Pentti Syrjä, intitulada Gruppa Finljandija, descrevendo seus anos de estudos militares na academia militar Frunze na URSS, levou à interrupção do intercâmbio de estudantes entre os dois países.

### Música
A autocensura às vezes tinha aspectos cômicos, por exemplo, quando a banda de rock humorístico Sleepy Sleepers tentou lançar em 1977 um álbum intitulado Karjala takaisin ("Nos deem a Carélia de volta"). A gravadora EMI não se atreveu a difundir o álbum sob este título e foi alterado para Takaisin Karjalaan (Volta à Carélia). As músicas tinham nomes como "Rebelião na Estação Viipuri", "Anarquia na Carélia", "Martelando na Estônia", "Vamos à Carélia" e "Voemos para Moscou". O registro era ousado demais para a autocensura em vigor na época. Em fevereiro de 1978, o grupo Kajaani da Associação Finlândia-União Soviética denunciou publicamente a música da banda como medíocre e prejudicial à amizade entre a Finlândia e a União Soviética. O distribuidor finlandês reagiu muito rapidamente ao debate político e o single "Voemos para Moscou" desapareceu das jukeboxes. No final da década de 1980, o grupo se tornou o grupo de Leningrado Cowboys.

### Cinema
Alguns filmes feitos antes da Segunda Guerra Mundial foram considerados anti-soviéticos após a guerra. Entre outros, os filmes Jääkärin morsian de 1938 e Aktivistit de 1939 feitos por Risto Orko permaneceram proibidos por causa do patriotismo excessivo até os anos 90 .
O Comitê de Controle Cinematográfico proibiu em 1972 a transmissão na Finlândia do filme Um Dia na Vida de Ivan Denisovich, do diretor finlandês Casper Wrede, fruto da cooperação anglo-norueguesa. Essa disseminação foi considerada prejudicial às relações entre a Finlândia e a União Soviética. O filme foi retirado do romance homônimo de Alexander Solzhenitsyn. Quando o filme foi apresentado na Suécia, Yleisradio impediu sua recepção nas Ilhas Aland, interrompendo sua antena de transmissão. A proibição do filme foi levantada em 1994. O canal de TV 1 transmitiu apenas em 1996.
O Comitê de Controle de Filmes proibiu, em janeiro de 1986, a transmissão e distribuição do filme Calor Ártico (em finlandês: Jäätävä Polte). feitaonos Estados Unidos pelo cineasta finlandês Renny Harlin, em parte por causa de seu conteúdo antissoviético. Uma versão severamente cortada do filme sofreu a mesma decisão, mas o Tribunal Administrativo da Finlândia suspendeu a proibição em outubro de 1986. Em 2006, a proibição foi completamente revogada e o filme foi lançado em DVD. Em seu livro Kohti sinipunaa, publicado em 2008, Juhani Suomi escreve que o embaixador da União Soviética em Helsinque, Vladimir Sobolev, havia enfatizado ao Ministro de Relações Exteriores a percepção negativa da política externa que o filme poderia provocar e pediu sua censura.

### Radiodifusão
Em 1976, em seu livro "O que está acontecendo na Finlândia?" o autor sueco Andres Küng relata eventos significativos nos esforços da Finlândia para agradar aos soviéticos. Entre seus exemplos, ele escreve que, no Conselho de Ministros de 19 de dezembro de 1973, o ministro das Relações Exteriores da Finlândia Ahti Karjalainen propôs que, ao acordo de autorização da rádio nacional Yleisradio, fosse acrescentado a obrigação de informar de acordo com a linha oficial de política externa.
No outono de 1985, o conselho de programação da Yleisradio descartou o documentário britânico "Um urso de vizinho", que trata as relações entre a Finlândia e a União Soviética sob um ângulo desfavorável, pelo parecer do Conselho de Programa. No inverno de 1986, a estação de rádio local Radio City, em Helsinque, transmitiu um programa intitulado Retrato de um neonazista, no qual Pekka Siitoin apresentou sua ideologia ao jornalista Teppo Turkki. A Yleisradio havia anteriormente rejeitado o programa e o Ministério da Comunicação culpou a Radio City por sua transmissão.

### Filtro de informações
Em junho de 1978, durante uma visita à Finlândia, o ministro da Defesa da União Soviética, marechal Dmitry Ustinov, propôs ao presidente Urho Kekkonen e ao general Lauri Sutela, comandante das Forças Armadas da Finlândia, a extensão da cooperação militar. entre a Finlândia e a URSS e também exercícios militares conjuntos. Kekkonen e Sutela rejeitaram a proposta de Ustinov porque exercícios militares conjuntos teriam entrado em contradição com a política de neutralidade da Finlândia.
Após a visita, a liderança política finlandesa, funcionários do Ministério das Relações Exteriores e militares contestaram o fato de Usinov ter proposto exercícios militares conjuntos. Da mesma forma, a mídia silenciou o conteúdo real da visita. No entanto, a informação circulou por correspondentes estrangeiros na Finlândia, atraindo muita atenção na Europa Ocidental. Isso deu ao deputado J. Juhani Kortesalmi, do SMP, a oportunidade de fazer uma pergunta na reunião. O ministro da Defesa Taisto Tähkämaa manteve as observações de Kekkonen e Sutela e reclamou que a mídia da Europa Ocidental deu informações enganosas sobre a visita de Ustinov.
Livros, artigos ou conferências de dissidentes ou refugiados sobre o uso de tortura na URSS ou a ocupação dos Estados Bálticos eram proibidos.

### Livros escolares
A Diretoria de Educação, que aprova livros didáticos, assim como a Associação Finlândia-União Soviética, desencorajaram a expressão de pontos de vista negativos sobre a União Soviética, por exemplo, nos livros de história. Segundo a ex-maratonista e autora de uma tese de doutorado Janne Holmén, nos livros escolares eram dadas opiniões muito favoráveis à URSS, por exemplo, ao declarar as seguintes declarações:
- A Guerra de Inverno simplesmente "estourou", ao invés de ser tratada como uma invasão;
- A coletivização de terras na URSS havia sido completamente livre e sem conflitos;
- Na URSS, esforços gigantescos para proteger a natureza foram feitos;
- O planejamento centralizado funciona melhor que o capitalismo;
- O sistema estatal soviético funciona perfeitamente e não há problema social;
- A repressão da Primavera de Praga foi o resultado de um "risco contra-revolucionário" e da "política ameaçadora da Alemanha Ocidental".

Somente nos anos 90 foi escrito sem rodeios que
"a URSS esmagou militarmente os movimentos reformistas da Europa Oriental".
 Outro exemplo   no livro de história do Historia de 1977, foi afirmado que "a Estônia, Letônia e Lituânia, que o Exército Vermelho libertou da ocupação alemã, juntaram-se como novos estados à União Soviética" e também que 
"a crise checoslovaca foi resolvida pacificamente"
 Um dos eventos mais sensacionais da era finlandesa foi em 1974 o caso do "mimeógrafo de Pirkkala".